# Cray-2

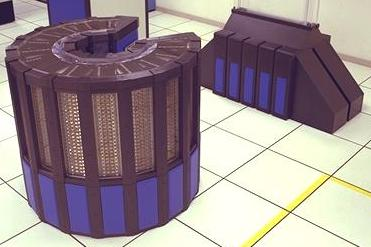
Cray-2 в NASA

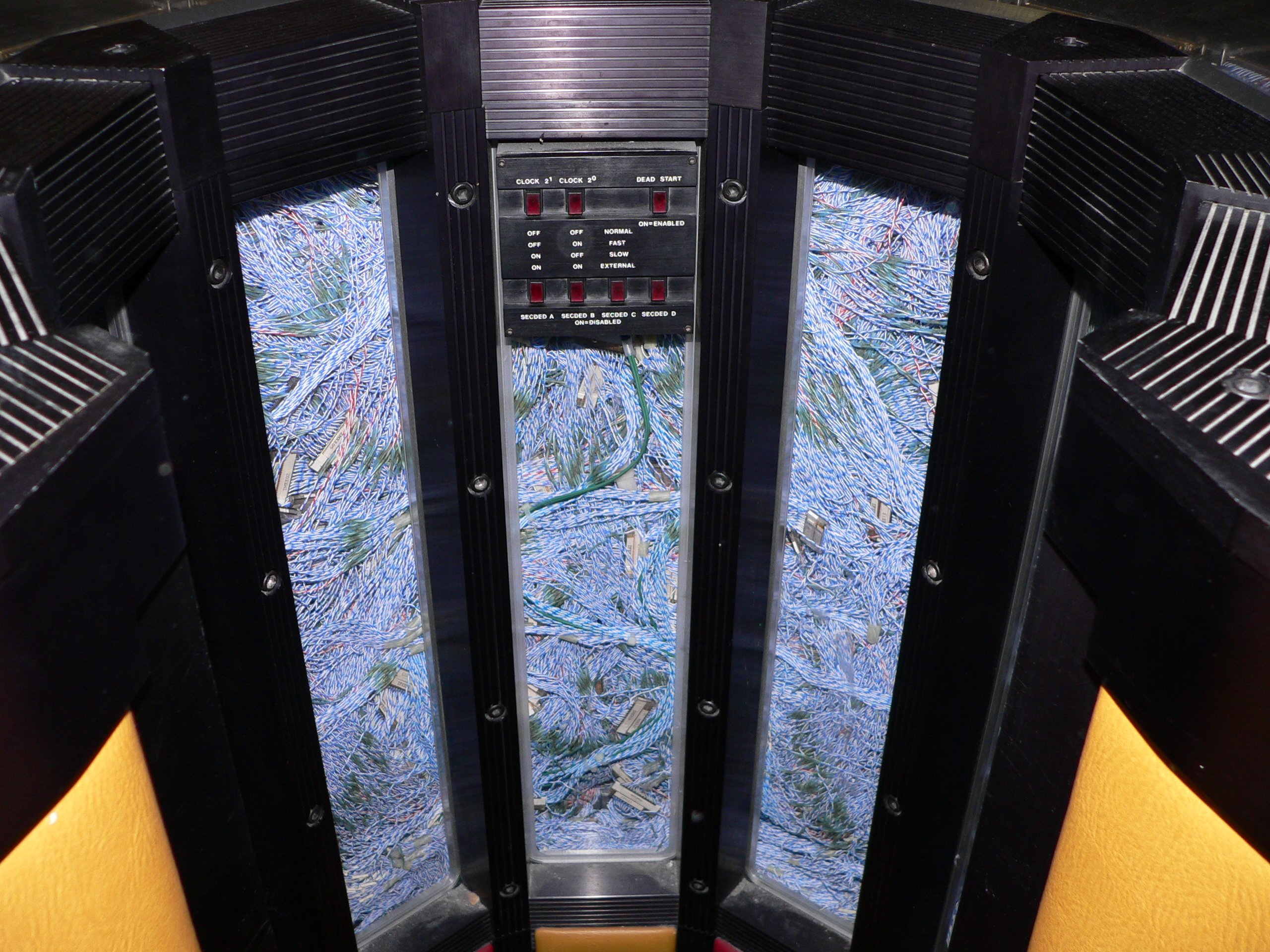
Всередині Cray-2

Крей-2 (англ. Cray-2) — векторний суперкомп'ютер, що випускався компанією Cray Research з 1985 року. Він був найпродуктивнішим комп'ютером свого часу, обігнавши за продуктивністю інший суперкомп'ютер, Cray X-MP. Пікова продуктивність Cray-2 становила 1,9 Гфлопс. Тільки в 1990 році цей рекорд був побитий суперкомп'ютером ETA-10G.

## Історія створення
Сеймур Крей розпочав створювати новий суперкомп'ютер — Cray-2 — ще до закінчення доведення попередньої моделі — Cray-1, тобто приблизно в 1976 році. У початковому варіанті Cray-2 являв собою машину з чотирма векторними процесорами, час на такт становив 4 нс, тобто втричі менше, ніж у Cray-1 (12,5 нс). До 1978 року Cray-2 знаходився тільки в проєктах, бо Крей і його команда були зайняті складанням серійних Cray-1 і їх поліпшеннями за вимогами замовників. На початку 1978 Крей вирішив, що Cray-2 буде містити не 4 векторних процесора, а 64 скалярних процесора. Це був радикальний відхід від успішного напрямку векторних процесорів до маловідомої технології масово-паралельних обчислень. Для такого незвичайного комп'ютера потрібний особливий розпаралелюючий компілятор, роботою над яким зайнявся Стів Нельсон (Steve Nelson). Після декількох місяців робіт Крей наніс візит до Ліверморської національної лабораторії, де представив нову майбутню машину тамтешнім програмістам. Виявилося, що 64-процесорна машина не затребувана, і Крею довелося згорнути роботи над технологією, що випередила свій час, і знову повернутися до вихідної схеми.
Для підвищення тактової частоти відстань між елементами комп'ютера довелося зменшувати. Якщо найдовший провід в Cray-1 був не довше 6 футів, в Cray-2 довжину проводів скоротили до 16 дюймів. щільніша упаковка означала великі труднощі з відведенням тепла. Спроба використати підхід Cray-1 не принесла успіху. Відстань між панелями була настільки малою, що між ними неможливо було розмістити мідні пластинки тепловідводів для охолодження. Проєкт Cray-2 став схожим на провальний проєкт CDC 8600, через що Крей пішов на сміливий крок. Він запропонував організувати лабораторію в місті Боулдер (шт. Колорадо), яка б зайнялася створенням інтегральних схем. У Cray-1 і спочатку в Cray-2 використовувалися найпростіші мікросхеми малого ступеня інтеграції всього з двома логічними вентилями на еммітерно-пов'язаній логіці біполярних транзисторів. Лабораторія в Боулдері повинна була спроєктувати і створити надвеликі інтегральні мікросхеми для Cray-2, які б дозволили упакувати великий обсяг логіки в малі розміри машини. Боулдер був обраний не випадково, оскільки там знаходилася штаб-квартира Національного Центру атмосферних досліджень США — першого покупця Cray-1 і потенційного покупця Cray-2. Лабораторія, яку назвали «Cray Labs», була покликана розмістити на одному або декількох чипах весь комп'ютер Cray-1, для чого працівники лабораторії розібрали один примірник Cray-1 на гвинтики, щоб зрозуміти, як він працює. У той же час роботи над Cray-2 в Cray Research були заморожені, а інженери команди були переведені на інші напрямки.
У 1981 році Сеймур Крей подав радикальну пропозицію по конструкції Cray-2. Він запропонував помістити весь комп'ютер в інертну рідину під назвою Fluorinert компанії 3M, яка використовувалася в той час в медицині при операціях на серці. Рідина повинна була циркулювати навколо комп'ютера і всередині нього та відводити тепло більш ефективно, ніж повітря. Цей прорив зробив непотрібними роботи лабораторії в Боулдері над спеціальними НВІС, і в 1982 році вона була закрита. 1980 року Крей пішов з поста глави компанії Cray Research і став працювати в компанії як незалежний підрядник. Це дозволило йому більше часу приділяти Cray-2, роботи над яким тривали вже 4 роки.
Cray-2 був представлений публіці в 1985 році. Показавши на тестах пікову продуктивність 1.9 Гфлопс, він став найшвидшим в світі суперкомп'ютером, змістивши з п'єдесталу Cray X-MP, випущений в 1983 році. Цей титул Cray-2 утримував до 1990 року, коли компанія ETA (підрозділ компанії CDC) випустила суперкомп'ютер ETA-10G.

## Характеристики
- Процесор: 2 або 4 векторних процесора
- Елементна база: ІС з 16 логічними вентилями, емітерно-пов'язана логіка на біполярних транзисторах
- Час такту: 4.1 наносекунди
- Об'єм пам'яті: 256 мільйонів 64-розрядних слів
- Охолодження: рідинне, з повним зануренням
- Операційна система: UNIX-подібна Unicos або Cray Operating System
- ПО: два компілятора мови Fortran: CFT2 і CFT77 з автоматичною векторизацією коду, компілятор мови C, макро-асемблер CAL, утиліти і бібліотеки для роботи з пристроями введення-виведення та організації виконання завдань
- Енергоспоживання: 195 кВт
- Габарити: висота — 114.3 см, діаметр — 134.6 см, 14 вертикальних колон-стійок, зібраних в дугу завдовжки 300 градусів

## Вартість
У 1985 році вартість Cray-2 становила 17.6 мільйона доларів США.

## Використання
Влітку 1985 перший екземпляр був поставлений до Ліверморської національної лабораторії, де вже давно працював прототип Cray-2. Cray-2 спочатку розроблявся для Міністерства оборони і Міністерства енергетики США. Передбачалося використовувати його для досліджень в галузі ядерних озброєнь і океанографії. Однак Cray-2 застосовувався і в мирних цілях, наприклад, в NASA (2-й серійний номер був поставлений в Дослідницький центр Еймса у вересні 1985 г.), університетах та корпораціях в усьому світі.
Одночасно з розробками Cray-2 в Cray Research створювалася машина Cray X-MP, а на ринку суперкомп'ютерів з'явилися японські аналоги Cray-1 від компаній NEC, Fujitsu і Hitachi. Для того, щоб зробити Cray-2 більш привабливим для покупця, була значно перероблена його система пам'яті, як в плані її обсягу, так і в плані швидкості її роботи. Коли машина була нарешті представлена на ринку, вона вже настільки відстала від сучасності, що всі її переваги в продуктивності виявлялися здебільшого за рахунок цієї швидкої і великої пам'яті. Купівля Cray-2 мала сенс тільки для тих організацій, де була потрібна швидка обробка великих обсягів даних. Завдяки властивостям пам'яті Cray-2 комп'ютерне моделювання змогло перейти від двомірних моделей і наближених тривимірних до точних тривимірних моделей.

## Подальший розвиток
У 1990 році спеціально для Ліверморської національної лабораторії був побудований в єдиному екземплярі 8-процесорний Cray-2 вартістю 19 мільйонів доларів. До того часу Сеймур Крей відокремився від Cray Research і створив нову компанію Cray Computer Corp. для роботи над новим комп'ютером Cray-3 та підтримки Cray-2 (Cray Research сконцентрувалася на розвитку лінійки Cray X / Y-MP і новій розробці — Cray C90). Ліверморська лабораторія виступила першим замовником ще не існуючого Cray-3, і, щоб задовольнити очікування замовника, Cray Computer Corp. побудувала цю 8-процесорну модель.
На зміну Cray-2 повинен був прийти Cray-3, однак через проблеми, що виникли при розробці, був побудований тільки один екземпляр Cray-3. Деякі ідеї з Cray-2 були розвинені в комп'ютері Cray X1.

## Цікаві факти
- У 1987 році Cray-2, що належав Великобританській Комісії з атомної енергії, був використаний для дослідження поширення пожежі на лондонській станції Кінгс-Кросс.
- У 1992 році за допомогою суперкомп'ютера Cray-2 було знайдено найбільше на той момент просте число M  756839 . На його обчислення знадобилося 19 годин машинного часу.

## Фотографії Cray-2

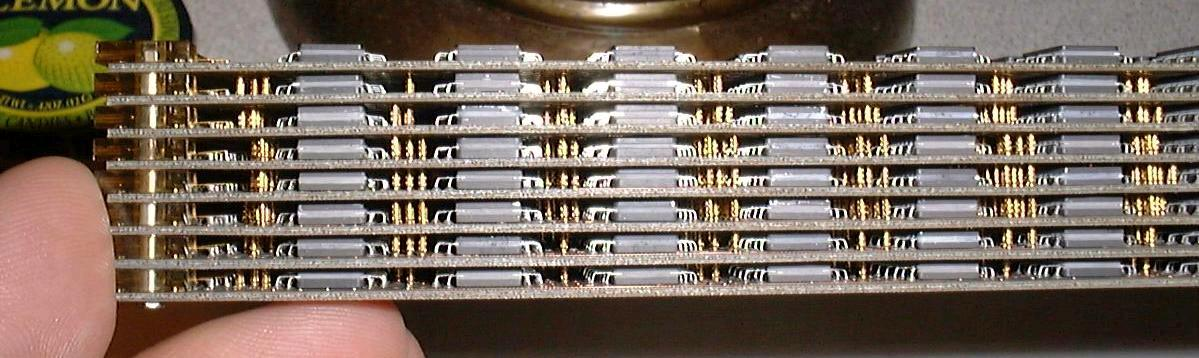
Логічні плати з надщільною упаковкою
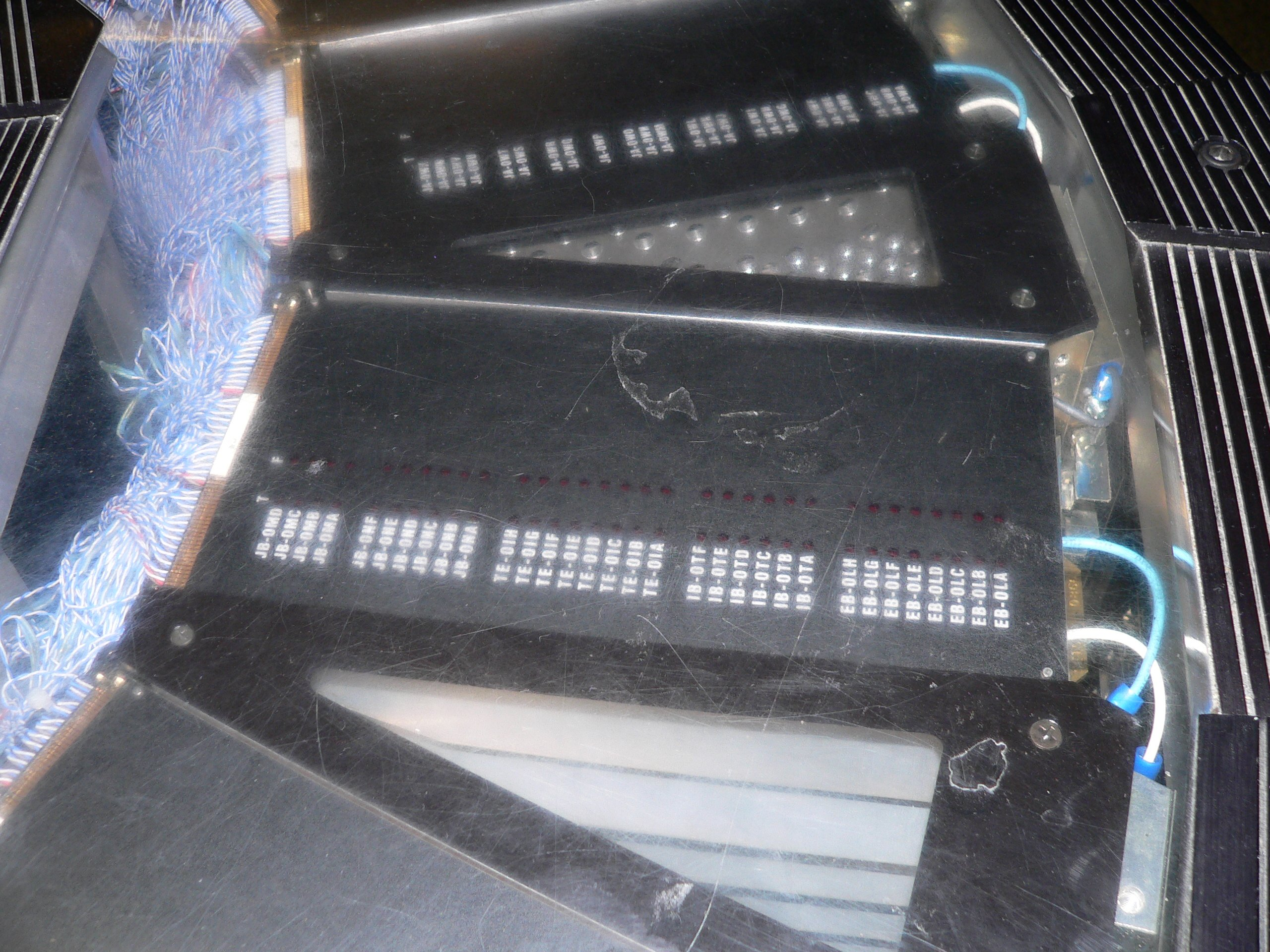
Модульна стійка зблизька
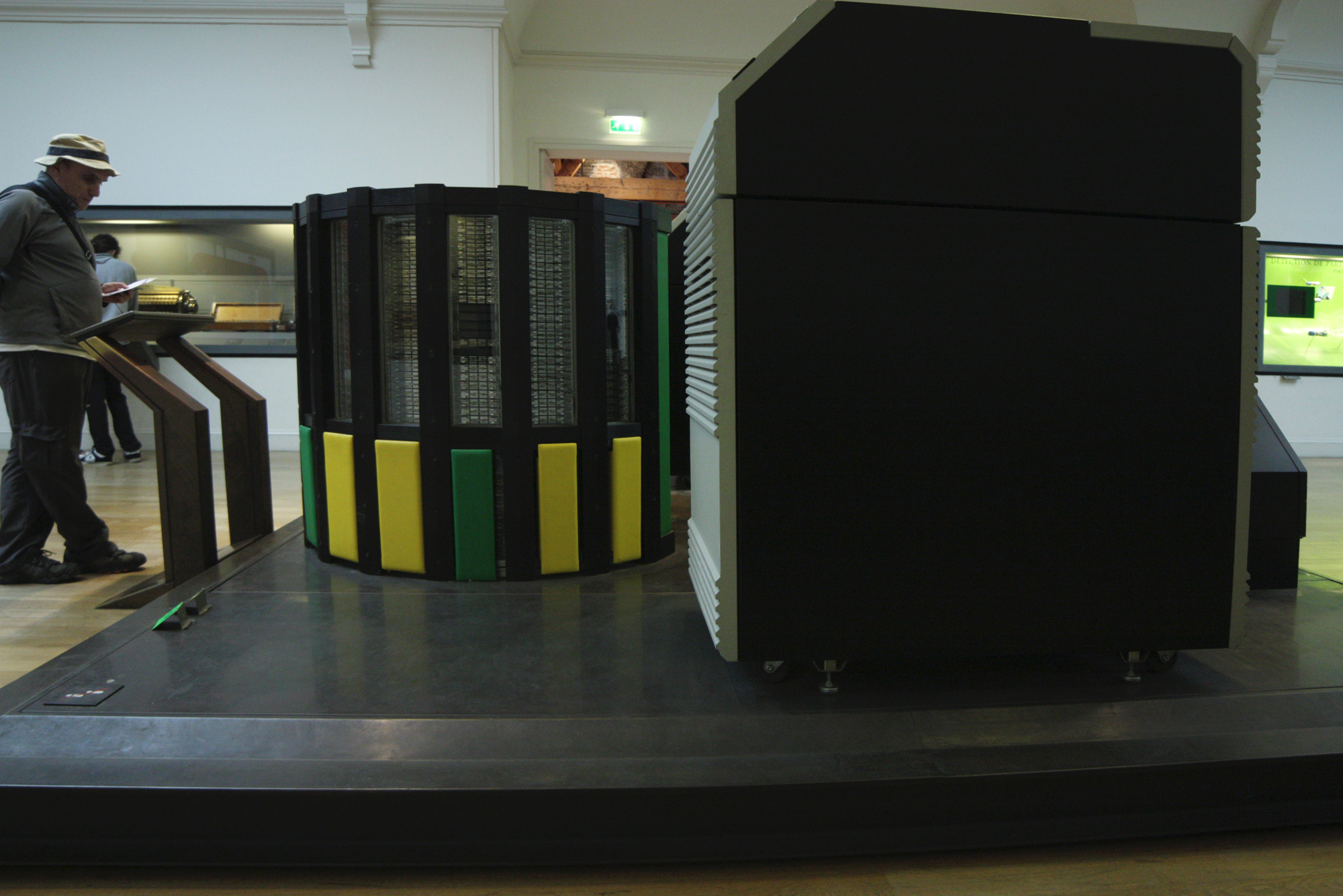
Cray-2 в Музеї мистецтв і ремесел в Парижі
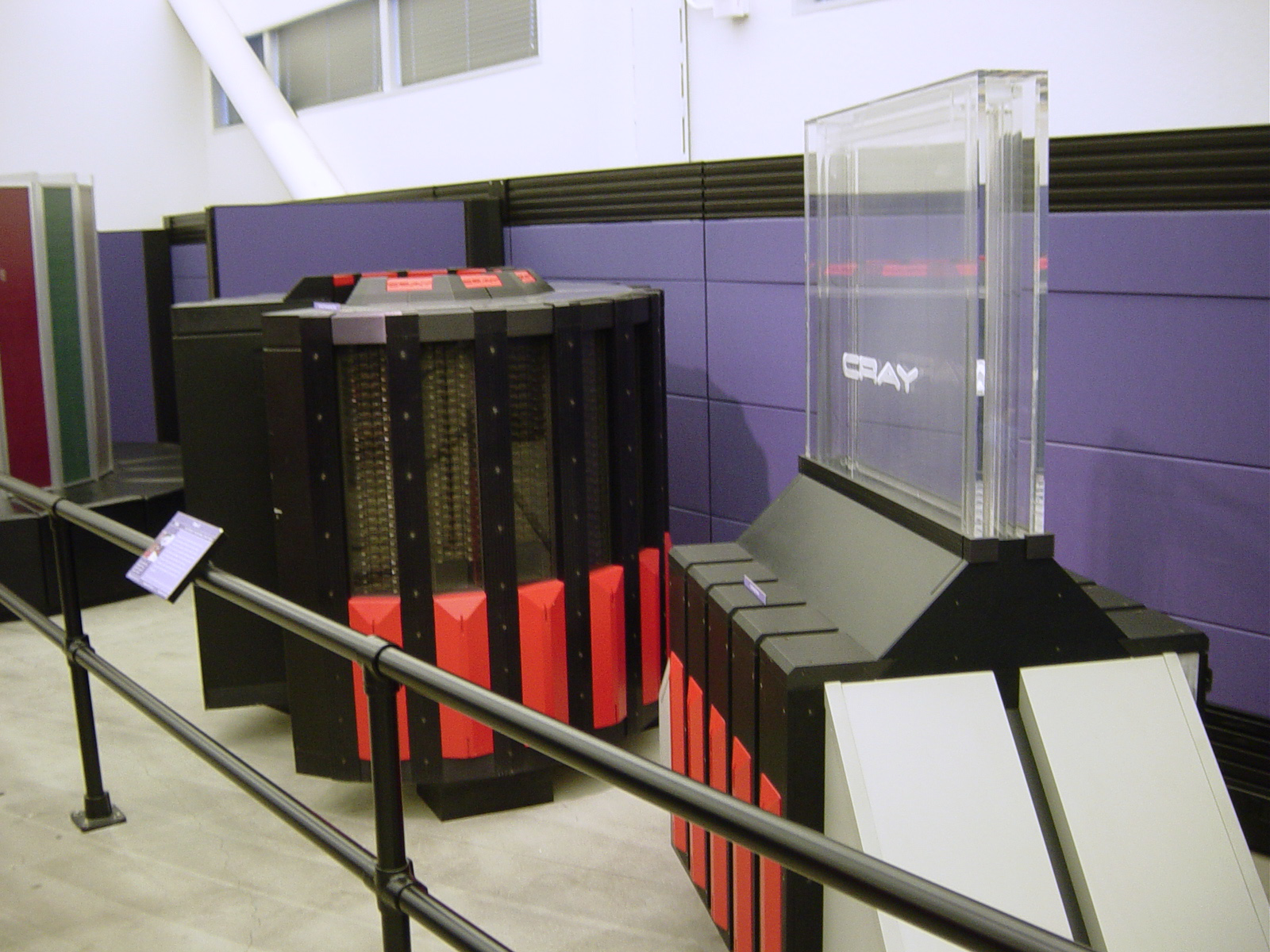
Єдиний 8-процесорний Cray-2 (серійний номер 2101) в Музеї комп'ютерної історії в США, шт. Каліфорнія